# Peste da bicha
Peste da bicha foi uma enfermidade ocorrida no século XVIII no Brasil e que ceifou milhares de vidas. Os médicos deste período receitavam aos doentes um "engodo" usando o cozimento da erva do bicho para que os doentes lançassem, por vômitos e evacuações, uns bichos cabeludos à semelhança de lagartas das hortas. É deste intervenção que surgiu o nome da enfermidade